# 長崎県道149号俵ヶ浦日野線
長崎県道149号俵ヶ浦日野線（ながさきけんどう149ごう たわらがうらひのせん）は、長崎県佐世保市を通る一般県道である。

## 概要
佐世保市俵ヶ浦町から佐世保市小島町に至る。俵ケ浦半島に向かう場合便利である。
半島先端に位置する庵ノ浦・俵ヶ浦は昭和30年代まで市営の交通船が使われ、陸路よりも海路の利便性が高かったが、県道の整備によって交通船は廃止された。沿線には米軍の赤崎貯油所・庵崎貯油所が点在し、貯油施設従業員の陸路移動を容易にするため、朝鮮戦争を機に道路整備が行われている。起点 - 庵崎貯油所間と終点付近の市街地区間は幅員が狭いが、中間部ではセンターラインつき2車線が確保されている。各所で抜け道となる市道と分岐・合流を繰り返し、全線通しで利用される機会は少ない。全体的に山がちの俵ヶ浦半島を縦貫するため、海岸近くまで降りてくることは少ない。
起点は俵ヶ浦港の護岸と垂直にセンターラインなし2車線で始まり、佐世保市交通局俵ヶ浦線の終点がある。半島先端の高後崎まで道路は続いている。俵ヶ浦の集落を巻きながら標高を上げていく。俵ヶ浦郵便局前の三差路で市道と分岐。市道はセンターラインつき2車線で、白浜海水浴場への最短ルートでもあり、福祉施設のつくも苑や展海峰へ向かうルートでもあるので、県道より市道のほうが交通量が多い。県道は佐世保湾を臨みながら山間部の中腹を進む。野崎町の集落まではセンターラインなし2車線が確保されているが、野崎から米軍庵崎貯油所までは幅員が減少する。貯油所ゲート前から庵ノ浦町の集落まではセンターラインが引かれるが、集落内は幅員が減少する。庵ノ浦を抜けると、再び2車線に戻って山間部を通り、海岸線を見下ろす。椎木の集落付近は、航空母艦・戦艦級の超巨大軍艦が停泊する恵比寿湾を正面に臨めるため、巨艦が佐世保に寄港すると、艦船ファンが押し寄せる。
尾根を乗り越すと、俵ヶ浦郵便局前で分かれた市道が合流し、交通量は増える。合流点は小島峠と呼ばれる急勾配上にあり、ヘアピンカーブ5回で一気に船越の海岸まで下る。カーブ沿いに集落が迫り、見通しは悪い。小島峠の北に位置する赤崎貯油所の船越地下タンク周辺の用地が返還されたことを機に、小島峠の急勾配を緩和する新道の工事が進められている。海岸近くに降り、新道工事現場と赤崎貯油所をかすめて北上する。船越の集落に入ると、佐世保市亜熱帯動植物園を経由する市道が分岐し、交通量は若干減る。
赤崎岳の中腹を登り、海岸沿いの赤崎貯油所を迂回する。サミットの福祉施設明り崎荘までは山の中を走り、下り坂から赤崎町の住宅街に入っていく。交通量も多く、カーブが連続して見通しは悪い。動植物園からの市道が合流すると、赤崎ニュータウンをはじめとした新興住宅地・マンションへの分岐が多くなる。SSKバイパスと直結する鴛の浦分道交差点からは、SSKバイパス経由の交通量が圧倒的に多いため、終点までの交通量は激減する。ただし交通局の路線バスは終点を通過して長崎県道11号佐世保日野松浦線へ入る便がバイパス経由より多い。
断崖上を日野峠に向かうため、谷筋に沿ってカーブを繰り返しながら標高を上げていく。赤崎町内・小島町内とも民家が沿線沿いに迫っている。SSKを見下ろす断崖上には、戦前に極秘裏に建設された佐世保海軍工廠の大和型戦艦対応大ドック（当時の第7ドック・現第4ドック）を遮蔽するコンクリート壁が現在も県道沿いに残っている。この付近は佐世保大空襲の被害圏外であったため、明治期の町割りがそのまま残されている。このため拡張工事ができないまま、センターラインなしの2車線区間も若干見られる。日野峠より500 mほど西側の住宅密集地で県道11号に合流する。

### 路線データ
- 起点：佐世保市俵ヶ浦町
- 終点：佐世保市小島町（長崎県道11号佐世保日野松浦線交点）
- 総延長：16.3 km

## 歴史
- 1958年（昭和33年）7月15日 - 県道として告示。

## 地理

### 通過する自治体
- 佐世保市

### 交差する道路
| 交差する道路                 | 交差する場所 | 交差する場所 |
| ---------------------------- | ------------ | ------------ |
| 長崎県道11号佐世保日野松浦線 | 小島町       | 終点         |

### 沿線
- 俵ケ浦郵便局
- 佐世保市亜熱帯動植物園
- 展海峰
- 白浜海水浴場
- 佐世保市立愛宕中学校

### 峠
- 小島峠（佐世保市）
- 日野峠（佐世保市）